# Едуард фон Достлер
Едуард Ріттер фон Достлер (нім. Eduard Ritter von Dostler; 3 лютого 1892, Поттенштайн — 21 серпня 1917) — німецький льотчик-ас, оберлейтенант Баварської армії. Кавалер ордена Pour le Mérite.

## Біографія
Син старшого землеміра. Навчався у школах у Герсбруку та Амберзі. Після закінчення школи вступив фенріхом до 2-го саперного батальйону в Шпаєрі. Після закінчення військової школи з 1 жовтня 1910 року ніс активну службу в званні лейтенанта. Після переведення в 4-й саперний батальйон в Інгольштадт, врятував двох солдатів, які мало не потонули в Дунаї.
Після початку Першої світової війни у складі свого батальйону потрапив на фронт. В основному займався підземним прослуховуванням супротивника та будівництвом мінних галерей. Після загибелі брата, який служив льотчиком, написав рапорт про переведення в авіацію. 6 лютого 1916 року отримав призначення до льотної школи в Шляйссгаймі. Перший далекий політ здійснив 3 травня 1916 року, приземлившись в Амберзі. На початку липня 1916 року отримав призначення до баварського льотного запасного дивізіону, а потім — у 27-му охоронну та 36-ту бойову ескадрилью.
Першу перемогу спільно зі своїм спостерігачем лейтенантом Гансом Беєсом здобув 17 грудня 1916 року на літаку Roland СII у бою над Верденом, збивши Nieuport, льотчиком якого згідно з німецькими та французькими даними був відомий французький пілот капітан Робер де Бошамп, який брав участь у бомбардуванні Ессена. 27 грудня 1916 року був направлений в баварську 34-ту винищувальну ескадрильб, прийнявши командування над нею у квітні 1917 року. 10 червня 1917 року став командиром 6-ї винищувальної ескадрильї. У 1917 року Достлер здобув 25 зі своїх 26-ти перемог.
21 серпня  1917 року Достлер не повернувся із бою. Барон Манфред фон Ріхтгофен, до винищувального полку якого входила 6-та винищувальна ескадрилья, наказав провести інтенсивний пошук останків. Однак місце падіння літака Достлера ніколи не було знайдене. В англійських новинах прозвучало, що літак Достлера було збито. Достовірно відомо лише те, що 21 серпня 1917 року о 12 годині в районі Френценберга в Лотарингії англійським льотчиком було збито німецький літак. Офіційно Достлер вважається зниклим безвісти.

## Нагороди
- Рятувальна медаль
- Залізний хрест
  - 2-го класу
  - 1-го класу (5 березня 1915)
- Орден «За військові заслуги» (Баварія) 4-го класу з мечами (березень 1915)
- Королівський орден дому Гогенцоллернів, лицарський хрест з мечами (27 серпня 1917)
- Pour le Mérite (9 серпня 1917)
- Військовий орден Максиміліана Йозефа, лицарський хрест (9 серпня 1917) — нагороджений посмертно заднім числом для надання дворянського титулу.

## Вшанування пам'яті
В Амберзі є вулиця Достлера (нім. Dostlerstraße).